# Rio das Garças (Pernambuco)
O Rio das Garças ou Riacho das Garças é um curso d'água que banha o estado de Pernambuco.O rio das Garças possui uma extensão total de 192 km. Sua nascente está no limite do Estado com o Piauí. Inicialmente é denominado riacho Caipora. A foz situa-se no rio São Francisco. A maior parte de sua direção é noroeste-sudeste.
A área de sua Bacia hidrográfica mede 4.410,61 km², o que corresponde a 4,46% da área total de Pernambuco.